# 1195.
◄ | 11. stoljeće | 12. stoljeće | 13. stoljeće | ►
◄ | 1160-ih | 1170-ih | 1180-ih | 1190-ih | 1200-ih | 1210-ih | 1220-ih | ►
◄◄ | ◄ | 1192. | 1193. | 1194. | 1195. | 1196. | 1197. | 1198. | ► | ►►
Arhitektura • Astronomija • Knjige • Književnost • Kršćanstvo • Medicina • Pravo • Promet • Znanost

## Rođenja
- Antun Padovanski-katolički svetac († 1231.)

## Vanjske poveznice
|  | Zajednički poslužitelj ima još gradiva o temi 1195. |